# She's Gonna Let You Down
"She's Gonna Let You Down" é uma música do trio norte-americano de folk-rock America, lançada no álbum Hat Trick, em 1973. A música foi lançada também como B-side do single "Green Monkey", que não alcançou as paradas musicais norte-americanas, nem as britânicas.
A música é uma balada com tendência pop-rock, arranjada por Jim Ed Norman, que também toca piano na mesma. Jim foi responsável pela orquestração de inúmeros álbuns da banda Eagles.
Gerry Beckley comenta no livreto que acompanha o boxset de Highway: 30 Years of America sobre a letra da música:
| “ | É uma canção muito boa. A letra é auto-explicativa. Basicamente, um de nossos amigos estava se ferrando em um relacionamento e eu estava lhe dizendo essa canção. | ” |

## Ficha técnica
- Gerry Beckley – vocal
- Jim Ed Norman – piano, arranjos